# Église Sainte-Anne de Fall River
L'église Sainte-Anne (St. Anne's Church) est une église parmi les plus importantes de celles de la ville de Fall River au Massachusetts. C'est une église catholique dépendant du diocèse de Fall River qui a constitué pendant plus d'un siècle le centre de la communauté canadienne-française du Massachusetts.
L'ensemble architectural, qui est inscrit depuis 1983 au Registre national des lieux historiques, englobe également l'ancienne école paroissiale dominicaine et l'ancien presbytère, construits en 1894.

## Historique
La première église de la paroisse est construite en 1869, mais s'avère trop petite pour ce lieu de pèlerinage à la fin du XIXe siècle.
L'église actuelle a été construite par des dominicains dirigés par le RP Sauval et venus de France ou du Canada pour la communauté de Canadiens français installée ici, selon les plans de leur compatriote Napoléon Bourassa, à partir de 1891, les travaux étant menés par Louis Destremps (en). L'édifice, de style romano-byzantin en marbre bleu de Proctor, mesure 277 pieds de longueur et 122 pieds de largeur, pour une hauteur de 160 pieds. Ses deux tours jumelles surmontées de coupoles néobyzantines dominent le quartier de Middle Street. L'extérieur est achevé en juin 1904 et l'église est consacrée le 4 juillet 1906.
C'est une des églises les plus importantes du diocèse. Elle peut contenir deux mille fidèles assis mais subit une forte baisse de fréquentation dès la fin du XXe siècle. Historiquement, et après une lutte avec les autorités ecclésiastiques, la messe y était dite en français pour répondre aux attentes et besoins de la communauté canadienne-française du Massachusetts.
Les dominicains ont laissé l'administration de la paroisse au clergé diocésain, après quatre-vingt-dix ans de service, mais assistent toujours la vie de la paroisse.
Le 25 novembre 2018, l'église ferme définitivement ses portes en raison de dégradations de sa structure et du manque de financement pour les réparer (le coût des travaux urgents étant estimé à 5,5 millions de dollars et la rénovation totale à 13,5 millions). Ceci est dû à la diminution importante du nombre de paroissiens réguliers – tombés à environ 130 – et la décision de l'évêque du diocèse de Fall River, Monseigneur Edgar da Cunha.

## Réouverture
Une association à but non lucratif du nom de The Saint Anne's Shrine Preservation Society se forme et signe un bail d'une durée de dix ans, le 1er juillet 2019, auprès du diocèse de Fall River, dans le but de lever des fonds pour restaurer et préserver cette église, après des années de négligence. La crypte rouvre le 4 juillet 2019 pour accueillir des cérémonies (comme celle de la Sainte Anne, le 26 juillet suivant), mais le reste de l'église est fermé pour des travaux de fond. Les travaux devraient se poursuivre jusqu'en 2029.

## Architecture et décorations
À l'intérieur de l'église, partagée en église supérieure et église inférieure, se trouve le sanctuaire de sainte Anne, avec une statue datant de 1893 venant de Belgique. Deux statues sont particulièrement vénérées des paroissiens, celle de sainte Concorde, jeune martyre de l'Antiquité chrétienne, et celle de saint Vincent Ferrier, patron du RP Vincent Machildon, op, qui dirigea le pèlerinage, jusqu'à sa mort en 1972, à l'âge de quatre-vingt-quinze ans.
L'église est réputée par son orgue issu en 1963 de la maison Casavant Frères.

## Source
- (en) Cet article est partiellement ou en totalité issu de l’article de Wikipédia en anglais intitulé « St. Anne's Church and Parish Complex (Fall River, Massachusetts) » (voir la liste des auteurs).